# Alternující grupa
Alternující grupa je pojem z teorie grup, kterým se označuje grupa všech sudých permutací konečné množiny. Je dána počtem prvků dané množiny a pro n-prvkovou množinu ji označujeme {\displaystyle A_{n}}. Má n!/2 prvků.
Platí, že {\displaystyle A_{n}} je komutativní pouze pro {\displaystyle n\leq 3} a řešitelná pro {\displaystyle n\leq 4}, z čehož plyne algebraická neřešitelnost obecných rovnic pátého a vyššího stupně.[ujasnit][zdroj?]